# Jules White
Jules White, nato Julius Weiss (Budapest, 17 settembre 1900 – Van Nuys, 30 aprile 1985), è stato un regista e produttore cinematografico statunitense.

## Biografia
Fratello di Jack White, ha lavorato come attore bambino negli anni '10 per la Pathé. In seguito, dai primi anni '20, ha lavorato come caporedattore della Educational Pictures. Nel 1925 è diventato regista ed era anche attivo nel montaggio. Nel 1933, dopo alcuni anni passati alla MGM, è approdato alla sezione cortometraggi della Columbia Records. È ricordato come il regista del trio comico de I tre marmittoni. Ha prodotto circa 360 cortometraggi tra il 1930 e il 1959 e ne ha diretti oltre 300.
È inserito nella Hollywood Walk of Fame. 

## Filmografia

### Regista
- Pretty Baby (1928)
- Never Too Late (1928)
- Fall In (1928)
- Show Business (1932)
- What Makes Lizzy Dizzy? (1942)
- Tireman, Spare My Tires (1942)
- A Blitz on the Fritz (1943)
- Here Comes Mr. Zerk (1943)
- Woo, Woo! (I Should Worry) (1945)
- Go Chase Yourself (1948)
- Parlor, Bedroom and Wrath (1948)
- The Ghost Talks (1949)
- A Fool and His Honey (1952)